# Baldina Di Vittorio

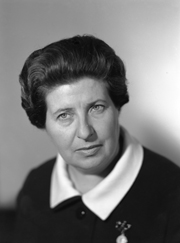
Balda Di Vittorio

Baldina Di Vittorio (16 de outubro de 1920 - 2 de janeiro de 2015) foi uma política italiana.

## Biografia
Nascida Balda Di Vittorio em Cerignola, província de Foggia, filha do sindicalista sindicalista Giuseppe, Di Vittorio foi registrada no Partido Comunista desde 1938. Com a eclosão da Segunda Guerra Mundial, ela foi internada no campo de Rieucros, no departamento de Lozère, e após o colapso da França, ela refugiou-se nos Estados Unidos com o seu marido.  Em Nova York, Di Vittorio matriculou-se nos cursos da Jefferson School of Social Science e ingressou em vários grupos antifascistas.
Retornada à Itália após a guerra, ela tornou-se membro da presidência nacional da associação feminista Unione Donne na Itália (União das Mulheres na Itália, também conhecida como Udi). Em abril de 1963, Di Vittorio foi eleita deputada pelo Partido Comunista e, em 1968, ela tornou-se senadora.